# Ayumu Kawai
Ayumu Kawai (川井 歩 Kawai Ayumu?), född 12 augusti 1999 i Iwakuni i Yamaguchi prefektur, är en japansk fotbollsspelare som spelar för Montedio Yamagata.

## Karriär
Kawai började sin karriär 2018 i Sanfrecce Hiroshima. I april 2019 lånades han ut till Renofa Yamaguchi FC. Efter två år på lån i klubben anslöt Kawai inför säsongen 2021 på en permanent övergång.
Inför säsongen 2022 gick Kawai till Montedio Yamagata.